# Jalili Fadili
Jalili Fadili (in arabo الجيلالي الفاضيلي‎?; 1940) è un ex calciatore marocchino, di ruolo difensore.

## Carriera
Partecipò con la nazionale del Marocco  al mondiale 1970, giocò inoltre per l'Association Sportive des Forces Armées Royales.